# Johannes Stark
Johannes Stark (Schickenhof, Baviera, 1874 - Traunstein, 1957) fou un físic alemany, guanyador del Premi Nobel de Física l'any 1919.

## Biografia
Nascut el 15 d'abril de 1874 a la ciutat alemanya de Schickenhof (avui dia Zwettl), es va educar a l'escola elemental de Bayreuth i més endavant de Ratisbona. Posteriorment, l'any 1897, va assistir a la Universitat de Múnic, on va estudiar física, matemàtiques, química i cristal·lografia, i s'hi graduà el 1897 amb una dissertació doctoral sobre alguns temes de la física d'Isaac Newton.
Va ocupar diverses posicions en l'Institut de Física de la Universitat de Múnic fins al 1900, quan va entrar a treballar de lector de la Universitat de Göttingen. Posteriorment, fou professor de física a l'Institut Politècnic d'Aquisgrà entre 1909 i 1917, de la Universitat de Greifswald entre 1917 i 1920, i de Wurzburg entre 1920 i 1922.
Stark es morí el 21 de juny de 1957 a la ciutat de Traunstein, població situada a Baviera.

## Recerca científica
El 1919, fou guardonat amb el Premi Nobel de Física pel descobriment de l'efecte Doppler i el desdoblament de les línies espectrals quan la llum està sotmesa a un camp elèctric intens, a partir d'aquell moment denominat efecte Stark, descobert per Stark el 1913.
Des de 1933 fins a la seva jubilació l'any 1939, va ser president de l'Institut Físic i Tècnic del Reich i de l'Associació Alemanya d'Investigació. Durant el règim nazi, va intentar ser el führer de la física alemanya, amb el moviment Deutsche Physik ('física ària', juntament amb Philipp Lenard), en contra de la "física jueva", representada per Albert Einstein i Werner Heisenberg.
Stark va publicar més de 300 treballs, fonamentalment relacionats amb l'electricitat i camps anàlegs.